# Anna Svane
Anne Hansdatter Svane, född 15??, död 1637, var en dansk borgare och filantrop. 
Hon var dotter till diakonen Hans Svaning (1503-84) och gifte sig 1590 med borgmästaren i Horsens, köpman Hans Olufsøn Riber (död 1615). Efter makens död övertog hon hans affärer och bedrev en betydande handelsverksamhet. Hon ses som ett framträdande exempel på det då framväxande förmögna borgerskapet i Danmark. Under ockupationen av Jylland 1627-29 flydde hon till Friesland. Hon grundade 1631 en stiftelse för fattiga änkor i ett hus som blev känt som Svaneboligen. Detta var en av de första institutioner av sitt slag i Danmark. Hon är också ihågkommen för det epitafium hon lät skapa i Horsens klosterkyrka.   